# فهرست شخصیت‌های رزیدنت ایول
فهرست شخصیت‌های رزیدنت ایول، فهرستی از مقاله‌ها و نام‌های شخصیت‌هایی است که در سری رزیدنت ایول (بازی ویدئویی، فیلم، انیمیشن و رمان) حضور دارند.

## شخصیت‌های ثانویه

### بری بارتون
نوشتار اصلی: بری بارتون

### مویرا بارتون
نوشتار اصلی: مویرا بارتون

### ناتالیا کوردا
نوشتار اصلی: ناتالیا کردا

### بیلی کوئن
نوشتار اصلی: بیلی کوئن

### کارلوس اولیویرا
کارلوس اولیویرا (به انگلیسی: Carlos Oliveira)، یکی از اعضای رستهٔ دلتا از U.B.C.S بود که توسط شرکت آمبرلا در جریان رویدادهای رزیدنت ایول ۳ به همراه سایر هم‌تیمی‌هایش در شهر راکون مستقر شده بود. کارلوس در سال ۱۹۷۷ متولد شده بود. او پس از ورود به شهر با طغیان ویروس تی در شهر راکون روبه‌رو شد. اولیویرا پس از پیدا کردن یک سیستم رادیویی، با دفتر استارز تماس برقرار کرد و درخواست کمک کرد. تنها جیل ولنتاین در آنجا حضور داشت و این پیغام را شنید. در ادامه او با جیل ملاقات می‌کند که در تلاش برای فرار از شهر بود. با پیشبرد داستان، جیل توسط نمسیس زخمی شده و بی‌هوش می‌شود. کارلوس با پیدا کردن واکسن، از بیمارستان شهر راکون، جیل را نجات می‌دهد. آن‌دو در پایان، به کمک بری بارتون و توسط بالگرد، پیش از نابودی شهر راکون، از آنجا فرار می‌کنند. کار صداگذاری این شخصیت را، در رزیدنت ایول ۳، Vince Corazza و در بازی رزیدنت ایول: تاریخچه آمبرلا، Kim Strauss انجام دادند.
اودد فهر در دو فیلم سینمایی هالیوودی رزیدنت ایول: آخرالزمان و رزیدنت ایول: انقراض در نقش کارلوس اولیویرا ظاهر شد. او در هر دو فیلم، به ویروس تی مبتلا شد اما در فیلم رزیدنت ایول: موعود توسط ضدویروس نجات یافت اما در فیلم بعدی (رزیدنت ایول: انقراض) پس از مبتلا شدن به ویروس تی، با از خود گذشتگی و پیش از تبدیل شدن به زامبی، خود را فدای تیمش کرد و کشته شد. مرگ کارلوس اولیویرا در فیلم سینمایی رزیدنت ایول، درحالی است که این شخصیت در بازی رزیدنت ایول همچنان زنده است.

### اوزول ای اسپنسر
نوشتار اصلی: اوزول ای اسپنسر

### جیمز مارکوس
نوشتار اصلی: جیمز مارکوس

### ادوارد آشفورد
نوشتار اصلی: ادوارد آشفورد

### ویلیام برکین
نوشتار اصلی: ویلیام برکین

### استیو بورنساید
استیو بورنساید (به انگلیسی: Steve Burnside)، یکی از شخصیت‌های اصلی و قابل کنترل در بازی رزیدنت ایول کد: ورونیکا، در کنار کلر ردفیلد و کریس ردفیلد است. او در سال ۱۹۸۱ متولد شد. استیو در حقیقت یک زندانی است که به همراه پدرش به جزیرهٔ راکفورت منتقل شده‌اند. او موفق می‌شود که خود را از بند نجات و با کلر ردفیلد برای فرار از جزیره همراه همراه شود. با پیشبرد داستان، استیو به ویروس «T.VERONICA» مبتلا می‌شود. در این هنگام کلر با وجود خواست درونی اش که نمی‌خواست استیو را نابود کند، اما مجبور می‌شود او را بکشد. استیو هنگامی که در حال مرگ بود نیز با آنکه به یک هیولا تبدیل شده بود، جان کلر را نجات می‌دهد و علاقه‌اش را به کار ابراز می‌کند. به این ترتیب استیو به ظاهر در سن ۱۷ سالگی، کشته شد اما در رزیدنت اویل بازگشت دوباره با او روبه روی می‌شویم.
کار صداگذاری این شخصیت را، در رزیدنت ایول کد: ورونیکا Bill Houston و در رزیدنت ایول: تاریخچه تاریکی Sam Riege انجام داد.

### جک کراوزر
جک کراوزر (به انگلیسی: Jack Krauser)، یکی از دو شخصیت قابل انتخاب در بازی رزیدنت ایول: تاریخچه تاریکی (مأموریت عملیات خاویر) در کنار لیان اس کندی بود. او همچنین یکی از هماوردان اصلی لیان در بازی رزیدنت ایول ۴ و یکی از شخصیت‌های قابل انتخاب در مینی‌گیم Mercenaries در این بازی است. در سال ۲۰۰۲ او در کنار لیان، توسط سازمان مأموریت‌های ویژهٔ دولت آمریکا، به منطقه‌ای در آمریکای جنوبی فرستاده می‌شوند. هدف، تحقیق و بررسی پیرامون فعالیت‌های شخصی به نام خاویر هیدالگو است. او در این مأموریت با B.O.Wهای مختلفی روبه‌رو می‌شود. او برخلاف لیان، به استفاده از این B.O.Wها علاقمند می‌شود اما آن را از لیان مخفی می‌کند. آن‌ها در ادامه با دختری به نام مانوئلا روبه‌رو می‌شوند. مانوئلا دختر خاویر هیدالگو بوده و به ویروس «تی. ورونیکا» مبتلاست اما در برابر این ویروس مقاومت کرد و علاقه‌ای به استفاده از قدرت‌هایش ضد انسان نداشت. آن‌ها در پایان با خاویر هیدالگو که پس از تزریق ویروس تی. ورونیکا به خودش، به هیولا تبدیل شده بود مواجه شدند. خاویر دست کراوزر را زخمی می‌کند. سرانجام نیز لیان و کراوزر پس از نابود کردن خاویر، به مأموریت خود پایان داده و به وطن بازمی‌گردند اما از یکدیگر جدا می‌شوند. بعدها نیز به لیان خبر می‌دهند که دوست او کراوزر، در حادثهٔ سقوط بالگرد کشته شده است؛ اما حقیقت این نبود و او برای به دست آوردن قدرت به جستجوی آلبرت وسکر پرداخت.
کراوزر در اندیشهٔ به دست آوردن قدرت بود و او که زمانی برای سازمان مأموریت‌های ویژهٔ دولت آمریکا و در حال مبارزه با افراد قدرت‌طلب بود اینک به استخدام سازمان درآمده بود. سازمان، تشکیلاتی بود که هدف‌های شوم آمبرلا را دنبال می‌کرد و در آن افرادی مثل ایدا وانگ و آلبرت وسکر حضور داشتند.
وسکر، کراوزر را به اسپانیا فرستاد تا با نفوذ در گروه لوس ایلامینادوس و به دست آوردن اعتماد رئیس این گروه، نمونهٔ انگل لاس پلاگاس را برایش به دست بیاورد. کراوزر از طرف گروه لوس ایلامینادوس، اشلی گراهام، دختر رئیس‌جمهور آمریکا را می‌رباید. در برابر، اسموند سدلر، رهبر گروه به او اعتماد پیدا می‌کند و نمونه‌ای از انگل پلاگا را به او می‌دهد. او از این انگل در خودش استفاده کرده و سبب می‌شود تا همان دستی که توسط خاویر زخمی شد، به شکل شمشیری پنهان تبدیل شود. او در کنار این قابلیت، از قدرت پرش بیشتر، توانایی حمله و دفاع ارتقاء یافته نیز برخوردار شد.
پس از آنکه وسکر، ایدا را به اسپانیا فرستاد، او با کراوزر ملاقات کرد اما کراوزر حاضر به همکاری با ایدا نشد. با پیشبرد داستان، کراوزر با لیان روبه‌رو می‌شود و با او مبارزه می‌کند. لیان برای نجات اشلی خود را به آنجا رسانده بود. لیان پس از دو نبرد، کراوزر را می‌کشد، اما کراوزر زنده بود.
کار صداگذاری این شخصیت را، در رزیدنت ایول ۴ و تاریخچه تاریکی، Jim Ward بر عهده داشت.

### هانک
نوشتار اصلی: هانک

### شوا آلومار
نوشتار اصلی: شوا آلومار

### هلنا هارپر
نوشتار اصلی: هلنا هارپر

### پیرز نیوانز
نوشتار اصلی: پیرز نیوانس

### آرک تامپسون
نوشتار اصلی: آرک تامپسون

### آنت برکین
نوشتار اصلی: آنت برکین

### سیندی لنوکس
سیندی لنوکس (به انگلیسی: Cindy Lennox)، نام یکی از شخصیت‌های قابل کنترل در بازی‌های رزیدنت ایول: شیوع و رزیدنت ایول: شیوع: پرونده ۲ حضور دارد. او در سال ۱۹۷۴ متولد شد. سیندی به عنوان یک پیشخدمت در کافه‌ای در شهر راکون کار می‌کرد و دارای شخصیتی اجتماعی است. او موفق می‌شود تا پیش از نابودی شهر، از آنجا بگریزد. کار صداگذاری این شخصیت را در دو بازی رزیدنت ایول: شیوع و رزیدنت ایول: شیوع: پرونده ۲، Julie Maddalena برغهده داشت.

### درک سیمونز
درک سیمونز (به انگلیسی: Derek Simmons)، نام یکی از شخصیت‌های بازی رزیدنت اویل ۶ است که پس از مرگ رئیس‌جمهور آمریکا مسئولیت مأموران دولتی را بر عهده می‌گیرد. وی شری برکین را می‌فرستد تا جیک مولر فرزند آلبرت وسکر را پیدا کند که بعداً مشخص می‌شود خون آلبرت وسکر را فقط برای قدرت شخصی نیاز داشته است. همچنین وی مسئول پخش ویروس C در تمامی نقاط جهان بوده است. در پایان نیز خود به همین ویروس آلوده می‌شود و تبدیل به یک موجود قدرتمند می‌شود که دیگر انسان نیست و در آخر نیز توسط لیان اسکات کندی کشته می‌شود.

### آلیسا آشکرافت
آلیسا آشکرافت (به انگلیسی: Alyssa Ashcroft)، نام یکی از شخصیت‌های قابل کنترل در بازی‌های رزیدنت ایول: طغیان و رزیدنت ایول: طغیان: پرونده ۲ حضور دارد. این شخصیت در سال ۱۹۷۰ متولد شد. آلیسا به عنوان یک گزارشگر و روزنامه‌نگار در شهر راکون حضور داشت. او موفق می‌شود تا پیش از نابودی شهر، از آنجا بگریزد. کار صداگذاری این شخصیت را در دو بازی رزیدنت ایول: شیوع و رزیدنت ایول: شیوع: پرونده ۲، Wendee Lee انجام داد.

### کوین ریمان
نوشتار اصلی: کوین ریمان

### ماروین براناف
نوشتار اصلی: ماروین براناف

### اشلی گراهام
اشلی گراهام دختر رئیس جمهور ۳ سال بعد از واقعه راکون سیتی توسط یک فرقه مذهبی به نام لوس ایلومینیدوس به رهبری سدلر دزدیده می‌شود و به روستایی در اسپانیا فرستاده می‌شود که لیان در رزیدنت ایول ۴ مأموریت داده می‌شود که اشلی گراهام را پیدا کرده و او را نجات دهد.

### لوئیس سرا
لوئیس سرا یک شخصیت از رزیدنت ایول ۴ می‌باشد. او پس از ملاقات با لیان اس. کندی ادعا می‌کند که قبلاً به عنوان افسر پلیس در مادرید کار کرده است. با این حال، او بعدها به لئون اذعان می‌کند که او در واقع به عنوان محقق برای آسمون سدلر کار می‌کند. همچنین، طبق گزارش‌های ایدا، لوئیس سرا قبل از معرفی کردن خود به عنوان یک محقق برجسته در دانشگاه رشتهٔ بیو شیمی را تحصیل می‌کرده. و در ماجرای رزیدنت اویل ۴ بعد پیدا کردن نمونه درست زمانی که در آستانه تحویل نمونه به لیان بود بدست سدلر کشته شد.

### لیزا تره‌ور
لیزا تره‌ور (Lisa Trevor) دختر معمار چیره‌دست، جورج تره‌ور (George Trevor) است. اوزول ای اسپنسر صاحب عمارت اسپنسر قبل از به دنیا آمدن لیزا از جورج درخواست کرد تا برای او یک عمارت زیبا در کوهستان آرکلی بسازد. بعد از چند سال و به دنیا آمدن لیزا عمارت ساخته شد ولی از طرفی اسپنسر نمی‌خواست که اسرار عمارت فاش شود به همین دلیل جورج را کشت و با حیله‌گری همسرش و دخترش لیزا را به عمارت دعوت کرد. اسپنسر به مادر لیزا TYPE-B را تزریق کرد ولی او دوام نیاورد و مرد. لیزا نیز یکی از قربانیان شرکت آمبرلا است که Type-A را به او تزریق کرده‌اند. او به ویروس واکنش نشان داده و جهش پیدا کرد و روز به روز قویتر شد طوری‌که در برابر گلوله نیز مقاوم شد. به همین دلیل از طرف امبرلا کارکنانی که شبیه مادرش بودن را به پیش او فرستادند ولی او به حیله پی می‌برد و آن‌ها را می‌کشت و صورت آن‌ها را به صورت خودش وصل می‌کرد. گویی با این کار احساس امنیت می‌کرد. بعد از تحقیقات گسترده، آمبرلا به ویروس جی دست پیدا کرد و توانستند آن را از بدن لیزا استخراج کنند. لیزا همچنان به دنبال مادر خود می‌گشت و از شدت ناراحتی تمامی کارکنان عمارت اسپنسر را کشت و خودش در گوشه‌ای از آن پنهان شد. بعد از آمدن گروه استارز به عمارت، جیل ولنتاین با لیزا روبرو شد و پس از جستجو توانست قبر مادر لیزا را پیدا کند. لیزا پس از یافتن قبر او خودش را از پرتگاهی به پایین پرت کرد. پس از این اتفاقات در نهایت آلبرت وسکر با لیزا روبرو شد و فهمید که او هنوز زنده است و توانست او را برای همیشه نابود کند.

### اسموند سدلر
اسموند سدلر (به انگلیسی: Osmund Saddler)، هماورد اصلی لیان اس. کندی در رزیدنت ایول ۴ و رهبر گروه مذهبی «لوس ایلامینادوس» می‌باشد. این گروه مذهبی، برای گسترش پیروان خود از انگل لاس پلاگاس استفاده می‌کرد. کنترل کامل فکر و رفتار هر موجودی که به این انگل مبتلاست، در اختیار رهبران گروه لوس ایلامینادوس خواهد بود.. سدلر در سدد بود، تا به این وسیله مذهب خود را گسترش دهد و توازن قدرت در دنیا را از دولت آمریکا گرفته و به خود منتقل کند، به همین دلیل گروه مذهبی او دختر رئیس‌جمهور را ربودند، تا با وارد کردن انگل به بدن او، قدرت خودشان را به رخ دولت آمریکا بکشانند. پس از ربوده شدن اشلی گراهام، لیان برای یافتن او به دهکده‌ای در اسپانیا فرستاده می‌شود. او پس از پیدا کردن اشلی در پایان مجبور می‌شود تا با سدلر مبارزه کند. سرانجام اسموند سدلر به دست لیان اس. کندی کشته می‌شود. کار صداگذاری این شخصیت در بازی رزیدنت ایول ۴ را Michael Gough انجام داد.

### رامون سالازار
رامون سالازار (به انگلیسی: Ramon Salazar)، یکی از هماوردان اصلی لیان اسکات کندی در رزیدنت ایول ۴ و هشتمین رئیس قلعهٔ خاندان سالازار است. او بر موجوداتی که در این قلعه به انگل لاس پلاگاس مبتلا بودند، از طرف سدلر، کنترل داشت. سالازار سرانجام به دست لیان اسکات کندی کشته می‌شود. کار صداگذاری این شخصیت در بازی رزیدنت ایول ۴ را Rene Mujica انجام داد.

### بیتورس مندز
بیتورس مندز (به انگلیسی: Bitores Mendez)، یکی از هماوردهای اصلی در رزیدنت ایول ۴ و در حقیقت شخصی است، که کنترل روستائیانی که به انگل لاس پلاگاس مبتلا هستند را از طرف سدلر برعهده دارد. مندز سرانجام به دست لیان اس کندی کشته می‌شود. کار صداگذاری این شخصیت در بازی رزیدنت ایول ۴ را Jesse Corti انجام داد.

### مایک
مایک خلبان بالگردی بود که در جریان رویدادهای رزیدنت ایول ۴ به کمک لیان اس کندی آمده بود تا او اشلی را نجات دهد. او تعداد بسیار زیادی از افراد سدلر را می‌کشد و کمک بزرگی را برای لیان انجام می‌دهد. این شخصیت به دستور سدلر و با شلیک راکت، به همراه بالگردش نابود شد.

### اینگرید هانیگان
اینگرید هانیگان (به انگلیسی: Ingrid Hunnigan)، شخصیتی است که در استخدام سرویس امنیت و جاسوسی آمریکا بوده و در مأموریت‌های لیان اس کندی، از راه سیستم رادیویی به او در پیشبرد مأموریت‌هایش کمک می‌کند. او در رزیدنت ایول ۴ برای پیدا کردن اشلی و فرار از دست دشمنان و همچنین در انیمیشن رزیدنت ایول: تباهی در مأموریت فرودگاه هاردویل، به لیان از راه سیستم رادیویی کمک می‌کند. کار صداگذاری این شخصیت برعهدهٔ Salli Saffioti می‌باشد.

### بازرگان
بازرگان یا تاجر (به انگلیسی: The Merchant)، شخصیتی مرموز در بازی رزیدنت ایول ۴ است که به لیان اسکات کندی و ایدا وانگ، سلاح‌های جنگی و آیتم‌های گوناگونی می‌فروشد. او همچنین از این دو شخصیت آیتم خریداری و سلاح‌هایشان را ارتقاء می‌دهد. بازرگان همچنین، شخصیتی بود که همانند گانادوها به انگل لاس پلاگاس مبتلا بود، اما دچار تأثیرات کامل این انگل نشده بود.

### اکزلا گیونه
نوشتار اصلی: اکزلا گیونه

### ریکاردو ایروینگ
نوشتار اصلی: ریکاردو ایروینگ

## شخصیت‌های مرتبط

### شخصیت‌های R.P.D و گروه استارز
نوشتار اصلی: شخصیت‌های R.P.D و گروه استارز

### شخصیت‌های گروه B.S.A.A
نوشتار اصلی: شخصیت‌های گروه B.S.A.A

### شخصیت‌های مرتبط با شرکت آمبرلا
نوشتار اصلی: فهرست شخصیت‌های مرتبط با شرکت آمبرلا

### شخصیت‌های مرتبط با بازی رزیدنت ایول: طغیان
نوشتار اصلی: شخصیت‌های مرتبط با بازی رزیدنت ایول: طغیان

## مخلوقات سری رزیدنت ایول

### مخلوقات بازی رزیدنت ایول ۱ (و نسخه بازسازی شده)
نوشتار اصلی: فهرست مخلوقات بازی رزیدنت ایول ۱
زامبی:زامبی‌ها نخستین هماوردان رزیدنت اویل هستند. آنها انسان‌هایی هستند که توسط T_VIRUS آلوده شدند. ویروس تی این قابلیت را داشتند که بعد از مرگ فرد مبتلا دوباره آن را به صورت یک موجود وحشی و بی‌فکر تبدیل می‌کرد